# V923 Aquilae
V923 Aquilae eller HD 183656, är en variabel dubbelstjärna belägen i den mellersta delen av stjärnbilden Örnen. Den har en genomsnittlig skenbar magnitud av ca 6,06 och är mycket svagt synlig för blotta ögat där ljusföroreningar ej förekommer. Baserat på parallax enligt Gaia Data Release 2 på ca 3,67 mas beräknas den befinna sig på ett avstånd av ca 890 ljusår (ca 272 parsec) från solen. Den rör sig närmare solen med en heliocentrisk radialhastighet av ca -26 km/s.

## Observation
V923 Aquilae identifierades av W. E. Harper 1937 först som en trolig spektroskopisk dubbelstjärna, som visade "smala intensiva linjer av säreget spektrum". P. W. Merrill och C. G. Burwell identifierade den 1949 som en skalstjärna. Merrill och A. L. Lowen visade 1953 att skalet visade stora variationer i radiell hastighet. En fotometrisk studie av C. R. Lynds 1960 visade att systemet varierade i ljusstyrka med en amplitud på mer än 0,1 i magnitud med en karakteristisk period på 0,85 dygn, även om den inte beter sig periodiskt över långa tidsintervall.
En mer grundlig undersökning av P. Koubský et al. 1989 med hjälp av långtidsmätningar av radiell hastighet fastställde att detta är en spektroskopisk dubbelstjärna med en omloppsperiod på 214,75 dygn. Det sker också en överliggande långsiktig cyklisk variation av skiftande amplitud och period. Den modellerade dubbelstjärnan visade en primärstjärna med en spektralklass på runt B5–7 och en följeslagare med låg massa separerade med cirka 250 gånger solens radie. De antog att den långsiktiga variationen berodde på ett hölje skapat av en massöverföring från följeslagaren till primärstjärnan, men massöverföringskonceptet ifrågasattes senare och har förblivit overifierat (2004).

## Egenskaper
Primärstjärnan V923 Aquilae A är en blå till vit jättestjärna av spektralklass B7 III. Den har en massa av ca 6,2 solmassor och utsänder energi från dess fotosfär motsvarande ca 1 500 gånger solen vid en effektiv temperatur av ca 16 600. Stjärnan är en Be-stjärna, som varierar i ljusstyrka från magnitud 5,98 till 6,18 med en period av 0,85 dygn.